# Змій в Ессексі
Змій в Ессексі (англ. The Essex Serpent) — телесеріал, заснований на однойменному романі Сари Перрі. Сценаристкою серіалу виступає Анна Саймон, а режисеркою — Кліо Барнард. Прем'єра на Apple TV+ відбулася 13 травня 2022 року.

## Синопсис
«Змій в Ессексі» розповідає про лондонську вдову Кору Сіборн (Клер Дейнс), яка переїжджає в Ессекс, щоб розслідувати чутки про міфічного змія. Вона заводить дивні відносини, засновані на переплетінні науки та скепсису, з місцевим пастором (Том Гіддлстон), але коли трапляється трагедія, місцеві жителі звинувачують її в тому, що саме вона викликала істоту.

## Акторський склад і персонажі
| Актор            | Роль                  |
| ---------------- | --------------------- |
| Клер Дейнс       | Кора Сіборн           |
| Том Гіддлстон    | Вілл Ренсом           |
| Френк Діллейн    | Люк Гаррет            |
| Гейлі Сквайрс    | Марта                 |
| Клеманс Поезі    | Стелла Ренсом         |
| Джамаель Вестман | доктор Джордж Спенсер |
| Діксі Егеріккс   | Джо Ренсом            |
| Майкл Джібсон    | Метью Евансфорд       |
| Райан Реффелл    | Джон Ренсом           |

## Список епізодів
| № серії | Назва серії       | Режисер(и)   | Сценарист(и)                                | Оригінальна дата виходу |
| ------- | ----------------- | ------------ | ------------------------------------------- | ----------------------- |
| 1       | «Блеквотер»       | Кліо Барнард | Анна Саймон, Кліо Барнард, Джульєтта Тохіді | 13 травня 2022          |
| 2       | «Сердечні справи» | Кліо Барнард | Анна Саймон                                 | 13 травня 2022          |
| 3       | «Падіння»         | Кліо Барнард | Джесс Бріттен                               | 20 травня 2022          |
| 4       | «Все синє»        | Кліо Барнард | Ганя Елкінгтон                              | 27 травня 2022          |
| 5       | «Я ламаю речі»    | Кліо Барнард | Елінор Кук                                  | 3 червня 2022           |
| 6       | «Наплавлення»     | Кліо Барнард | Анна Саймон                                 | 10 червня 2022          |

## Виробництво

### Розробка
У серпні 2020 року повідомлялося, що Apple замовила зйомки серіалу «Змій в Ессексі» у See-Saw Films.

### Кастинг
Коли в серпні 2020 року стало відомо про початок розробки «Змія в Ессексі» було оголошено, Кіра Найтлі мала зіграти головну роль Кори, а також стати виконавчим продюсером, однак у жовтні 2020 року вона вирішила залишити проєкт через «сімейні обставини». У лютому 2021 року Клер Дейнс підписала контракт на роль Кори, щоб замінити Найтлі. Том Гіддлстон приєднався до акторського складу наступного місяця. У квітні до основного акторського складу долучилися Френк Діллейн, Гейлі Сквайрс, Клеманс Поезі та Джамаель Вестман.

### Зйомки
До того, як Найтлі залишила серіал, зйомки планували розпочати наприкінці листопада 2020 року. Однак вони розпочалися в лютому 2021 року в кількох місцях Ессекса, серед яких Елресфорд, Брайтлінгсі, Норт-Фембридж і Мелдон, а також по всьому Лондону, включаючи Гордон-сквер у Блумзбері. Зйомки першого сезону завершилися 27 червня 2021 року.